# Club Sporting Tabaco
El Club Sporting Tabaco, conocido como Sporting Tabaco o simplemente Tabaco, fue un club de fútbol peruano fundado en el distrito del Rímac por los trabajadores de la empresa estatal «Estanco de Tabaco del Perú», que monopolizaba el comercio de este producto en el país. Fue fundado el 16 de noviembre de 1926.
El Tabaco fue uno de los clubes animadores de la Liga Peruana de Football durante su época de existencia, sus mejores actuaciones ocurrieron en los torneos de 1931 y 1954, años en que obtuvo el subcampeonato de la Primera División del Perú. Luego de la profesionalización del fútbol peruano, el cuadro tabaquero vivió una aguda crisis económica que casi conlleva a su desaparición en 1955, año en que salvó de perder la categoría por escasos puntos. Ese mismo año, a propuesta de Ricardo Bentín, la Cervecería Backus y Johnston compra al equipo y le cambian el nombre por «Club Sporting Cristal Backus».

## Historia
El Sporting Tabaco se fundó el 16 de noviembre de 1926, conformado principalmente por obreros y empleados del Estanco de Tabaco, entidad estatal que monopolizaba el comercio de Tabaco en el Perú. Fundado en el barrio del Rímac, su primer presidente fue el señor Cristóbal Jiménez, gerente general del estanco. El club fue inscrito en la "tercera categoría" en la que participó el año 1927.
Los jugadores eran trabajadores de la empresa. En ese primer campeonato de 1927 el Tabaco logró el ascenso a la División Intermedia (una suerte de segunda división) y con solo un año de participación, en 1928, el club logró un cupo en la Primera División. Se recuerda el último partido para ese avance cuando Sporting Tabaco venció a un equipo limeño llamado Unión Santa Catalina por 2 a 1.
Desde 1929 hasta 1955, el Tabaco jugó en Primera División, solo descendiendo de categoría en el campeonato 1934 a la Primera B 1935, volviendo a la División de Honor para el torneo de 1937, fue uno de los equipos animadores, aunque no logró ningún campeonato. En 1944 finalizó en último lugar pero mantuvo la categoría tras derrotar al Ciclista Lima (campeón de Segunda) en el Campeonato de Promoción, llamado popularmente "Rueda Trágica", pues no había descenso directo. 
Según algunas fuentes periodísticas, la crítica y la afición consideraban al Tabaco como un club "grande" en el fútbol peruano aunque a bastante distancia de los equipos clásicos como Universitario, Alianza Lima, Deportivo Municipal y Sport Boys. En 1931, el Sporting Tabaco logró el subcampeonato nacional detrás del Alianza Lima y repitió ese beneficio en 1954.
En 1955, el Tabaco enfrentaba una coyuntura difícil tanto a nivel de resultados deportivos cuanto a manejo económico. Ya desde 1951 el campeonato de fútbol había dejado de ser amateur y llegó a ser profesional y ese cambio desestabilizó a la institución. Además, el cambio en la situación económica del país (paradójicamente) había debilitado la fortaleza del Estanco de Tabaco que ya no tenía la misma fuerza que antes, al haber ingresado al país cigarrillos importados. Ya desde fines de 1954, se rumoreaba que los nuevos administradores de la Compañía Cervecera Backus y Johnston (que recién había sido adquirida por empresarios peruanos) tenían la idea de que un equipo profesional de fútbol representase a la empresa. Debido a que la fábrica de la cervecería se encontraba también en El Rímac, se empezó a rumorear que Backus pensaba adquirir el Tabaco.
Es así que en 1955 a pesar de la férrea oposición de algunos sectores e incluso de la misma Federación Peruana de Fútbol, el Club Sporting Tabaco dejó de existir para fusionarse con el Club de Bakcus finalmente, el 13 de diciembre de 1955 se da el visto bueno a la fusión, al aceptar la fusión, la Backus asumió el déficit de 350 mil soles que tenía Sporting Tabaco. Quedó establecido que, durante cinco años, la directiva estaría integrada por seis miembros del Tabaco y seis de la Corporación, y que el presidente seguiría siendo Blas Laredo. También se estipuló que el club estaría obligado a mantener los colores del Tabaco: chompa celeste y pantalón blanco. El nuevo Club se denominó Sporting Cristal-Backus que con el paso de los años se convertiría en uno de los tres grandes del fútbol peruano, uno de los equipos peruanos con mayor número de campeonatos logrados y el tercer equipo en las preferencias de los aficionados.

## Uniforme
Su primera camiseta con la que participó en el año 1927 era a franjas negras y amarillas. 
En 1936 el Tabaco cambió su camiseta de franjas por una elástica de color celeste que le acompañaría por el resto de su participación y que heredaría su sucesor, así como la alterna azulina desde 1953 inspirada en la selección francesa e italiana.

### Evolución del uniforme

#### Sporting Tabaco 1936-1955
| Titular 1 | Titular 2 | Titular 3 | Titular 4 | Titular 5 | Titular 6 | Titular 7 | Titular 8 |  |

## Datos del club
- Fundación: 16 de noviembre de 1926
- Temporadas en 1ª división: 26 (1929-1934, 1936-1955)
- Temporadas en Intermedia 1ra A: 2 (1928, 1935)
- Mejor puesto en la liga: 2° (1931) (1954)
- Peor puesto en la liga: 6°(1934 ) (descenso a Intermedia 1.ª A)

## Jugadores
Gustavo Escurra Tejada
Alberto Govea Pajuelo
Juan Camba Coronel
Alberto Meza Quijandría
Marcelino Jesús Fabián  
Bonifacio Congona Usnayo
Arturo Soto Spelucin "El comandante" 
Eduardo Murguia Quiñe "Loco"
Jose Antonio Calmet Cánepa

### Récords
| Máximos goleadores | Máximos goleadores | Máximos goleadores | Más partidos disputados | Más partidos disputados | Más partidos disputados |
| ------------------ | ------------------ | ------------------ | ----------------------- | ----------------------- | ----------------------- |
| 1.                 | Faustino Delgado   | 51 goles           | 1.                      | Faustino Delgado        | 190 partidos            |
| 2.                 | Eugenio Zapata     | 42 goles           | 2.                      | Vicente Villanueva      | 174 partidos            |
| 3.                 | Vicente Villanueva | 39 goles           | 3.                      | Alberto del Solar       | 120 partidos            |
| 4.                 | Juan Bulnes        | 34 goles           | 4.                      | Alfredo Cavero          | 116 partidos            |
| 5.                 | Augusto Alvarado   | 30 goles           | 5.                      | Ernesto Villamares      | 95 partidos             |

## Entrenadores
- Julio Borelli Viteritto (1930)
- Jeremías León (1941)
- Julio Manisse (1943)
- Narciso León (1945)
- Rodolfo Ortega (1946)
- Emérico Hirschl (1948)
- José Arana (1949-1950)
- Héctor Castro (1951)
- José Pérez Figueiras (1952)
- Giuseppe Ottina (1953)
- César Viccino (1954)
- Víctor Pasache (1955)

## Sporting Tabaco y la selección peruana
En las épocas de mejor campaña en Primera División, el Sporting Tabaco aportó algunos futbolistas a la selección peruana. Entre ellos destaca Jorge Pardón quien ha sido el único jugador que fue convocado a una Copa Mundial de Fútbol cuando pertenecía al club. Mientras que por Copa América resalta la convocatoria al Sudamericano de 1953.

### Copa Mundial
| Uruguay 1930: - Jorge Pardón. |

### Copa América
| Copa América 1929: - Jorge Pardón Copa América 1941: - Roberto Morales - Manuel Vallejos | Copa América 1942: - Roberto Morales Copa América 1949: - Leonidas Mendoza - Alfredo Mosquera | Copa América 1953: - Rafael Asca. - Rafael Goyoneche - Ernesto Villamares |

## Palmarés

### Torneos nacionales
- Primera División "B" (1): 1935.
- División Intermedia (1): 1928.
- Tercera Categoría (1): 1927.
- Subcampeón de la Primera División del Perú (2): 1931, 1954.

### Otros torneos
- Campeonato de Apertura (1): 1954.
- Subcampeón del Campeonato de Apertura (2): 1949, 1951.

## Nota de Clubes No Relacionados
- Existen muchos clubes con el nombre de Sporting Tabaco en homenaje al equipo histórico. Tenemos el caso de Sporting Tabaco de Cartavio, provincia de Ascope. El otro caso el Sporting Tabaco del Distrito de Santa Marina, perteneciente a Huacho. A pesar del nombre y la semejanza de la indumentaria, no guarda relación con el equipo histórico.